# Madge Bellamy
Madge Bellamy, geboren als Margaret Derden Philpott (Hillsboro (Texas), 30 juni 1899 - Upland (Californië), 24 januari 1990) was een Amerikaans actrice.

## Biografie
Bellamy liep op 17-jarige leeftijd weg van huis naar New York en kreeg daar op Broadway een baan als danseres. In 1920 kreeg ze een contract bij Famous Players. Ze speelde in films voor deze studio totdat ze in 1924 een contract bij 20th Century Fox tekende. Al snel kreeg ze de hoofdrollen in nog altijd bekende films, waaronder de western The Iron Horse (1924).
In 1928 maakte ze een succesvolle overstap naar de geluidsfilm. Echter, na een ruzie met de studio in 1929 werd ze ontslagen. Bellamy kon geen werk vinden tot 1932, toen ze rollen kreeg in B-films. Uit deze lijst films is ze waarschijnlijk het bekendst vanwege haar rol in de horrorfilm White Zombie (1932). Hierin was ze tegenover Béla Lugosi te zien.
Bellamy stond er om bekend moeilijk te zijn om mee te werken. Ze was opvliegend, hield ervan om tot diep in de nacht te feesten en had net zo een wild liefdesleven. In 1943 schoot ze haar toenmalige vriend Stanwood Murphy neer. Hierdoor kreeg ze veel publiciteit, maar tegelijkertijd beëindigde dit haar carrière.
In de rest van haar leven leefde Bellamy in armoede. Ook al deed ze meerdere onsuccesvolle pogingen om romanschrijfster te worden, werkte ze vooral als verkoopster in een winkel.
Bellamy stierf in 1990 aan hartfalen. Ze werd 90 jaar oud. Vlak na haar dood werd haar autobiografie uitgebracht.

## Filmografie (selectie)
- 1921: Love Never Dies
- 1922: Lorna Doone
- 1924: The Iron Horse
- 1925: The Parasite
- 1925: Lightnin'
- 1926: The Dixie Merchant
- 1926: Summer Bachelors
- 1932: White Zombie
- 1934: Charlie Chan in London

- Bibsys: 90856074
- Biblioteca Nacional de España: XX1716724
- Bibliothèque nationale de France: cb140081378 (data)
- Gemeinsame Normdatei: 119031531
- International Standard Name Identifier: 0000 0000 2825 3940
- Library of Congress Control Number: n88219053
- SNAC: w6vd80wd
- Système universitaire de documentation: 075696770
- Virtual International Authority File: 14969782
- WorldCat: E39PBJr3B8r6GWjVFcGhwbTbVC